# Arzwaldgraben
Arzwaldgraben ist eine Ortschaft der Marktgemeinde Deutschfeistritz in der Steiermark.
Die Streusiedlung erstreckt sich auch in die benachbarten Gemeinden Frohnleiten und Übelbach, wo Arzwaldgraben als Streusiedlung innerhalb der Ortschaften Hofamt und Land-Übelbach fungiert, und befindet sich in westlichen Teil des Arzbachtales, eines Seitentales des Übelbachtales.